# 오하시 유키
오하시 유키(일본어: 大橋 祐紀, 1996년 7월 27일 ~ )는 일본의 축구 선수이다.

## 구단 경력
그는 2018년 J1리그의 쇼난 벨마레에 입단했다. 2023년까지 90경기에 출전하여, 20득점을 넣었다. 2024년 산프레체 히로시마로 이적했다. 2024년 7월 블랙번 로버스 FC로 이적했다.

## 국가대표팀 경력
그는 2024년 FIFA 월드컵 예선에 참가할 일본 국가대표팀에 발탁되었으며, 11월 15일 인도네시아와의 경기에서 데뷔했다.

## 통계
| 일본 | 일본 | 일본 |
| 연도 | 출전 | 득점 |
| ---- | ---- | ---- |
| 2024 | 1    | 0    |
| 통산 | 1    | 0    |